# Heteragrion icterops
Heteragrion icterops é uma espécie da ordem odonata, que foi descrita pela primeira vez por Selys, em 1862. Heteragrion icterops pertence ao gênero Heteragrion e à família Megapodagrionidae.